# Ormetica guapisa
Ormetica guapisa är en fjärilsart som beskrevs av William Schaus 1910. Ormetica guapisa ingår i släktet Ormetica och familjen björnspinnare. Inga underarter finns listade i Catalogue of Life.